# Barbara La Marr
Barbara La Marr, nome d'arte di Reatha Dale Watson (Yakima, 28 luglio 1896 – Altadena, 30 gennaio 1926), è stata un'attrice, sceneggiatrice e ballerina statunitense, attiva sia nel cinema muto che in teatro, e come danzatrice burlesque nel cabaret.
A metà degli anni venti la sua stella era al massimo dello splendore: travolta dai ritmi vertiginosi della nascente industria del cinema di Hollywood, divenne dipendente dall'eroina. Morì improvvisamente nel sobborgo di Altadena, a Downtown, quando era all'apice della carriera e a neppure trent'anni di età, per una forma di tubercolosi aggravata da una nefrite.
È sepolta all'Hollywood Forever Cemetery e il suo nome è inscritto fra quello delle celebrità della Hollywood Walk of Fame al numero 1621 di Vine Street. Il suo nome d'arte - La Marr - è citato nella canzone di Flanagan & Allen "Underneath the Arches" nel passaggio in cui Ches Allen legge alcune frasi da un quotidiano del 1926, anno di morte dell'attrice. Al suo nome d'arte si è ispirato negli anni trenta il cineasta e suo grande estimatore Louis B. Mayer per scegliere lo pseudonimo da assegnare all'allora astro nascente del cinema Hedy Lamarr, il cui vero nome era Hedwig Eva Maria Kiesler.

## Biografia
Era nata con il nome di Reatha Dale da William Wallace e Rosana "Rose" Watson, di cui prese il cognome. Il padre lavorava per un quotidiano e la madre aveva già avuto due figli da un precedente matrimonio: Henry (1878) e Violet (1881). La coppia ebbe un altro figlio, William Watson Jr., che nacque nel 1886, divenuto poi negli anni venti un attore di vaudeville con il nome d'arte di Billy Devore.
La famiglia Watson visse in varie località quando La Marr era ancora nella prima infanzia. Dall'anno 1900 abitò a Portland (Oregon), con i genitori, il fratello William, la sorellastra Violet Ross e il marito di Violet, Arvel Ross. Era ancora bambina che iniziò a recitare in piccole produzioni teatrali a Tacoma.
Dal 1910 visse a Fresno (California) con i genitori. L'anno successivo la famiglia si trasferì a Los Angeles per stabilirsi poi al 220 di San Jose Street a Burbank. Nel gennaio 1913, assieme alla sorellastra Violet, la giovane adolescente partì in automobile per un'escursione di alcuni giorni in compagnia di un certo C.C. Boxley. Il gruppo si diresse verso Santa Barbara, ma in breve La Marr ebbe la sensazione che i compagni di viaggio non volessero lasciarla tornare a casa. Riuscì però a far ritorno a Los Angeles poiché i due temevano di poter essere accusati di tentato rapimento. L'episodio ebbe una certa risonanza sui quotidiani e La Marr giunse a testimoniare contro la sorellastra, ma il caso venne archiviato.
La Marr apparve diverse volte sui giornali nei mesi successivi. A novembre dello stesso 1913, di ritorno da un viaggio in Arizona raccontò di essersi sposata con un allevatore di bestiame di nome Jack Lytell, da poco rimasto vedovo, con cui sarebbe convolata a nozze in Messico. Secondo il suo racconto, Lytell la conobbe mentre lei era al volante di un'automobile e lui correva in groppa al suo cavallo. La rincorse fino a raggiungerla per proseguire il viaggio con lei. Il giorno dopo si sposavano. Disse anche che non sopportava di essere chiamata con il suo nome, Reatha, ma preferiva il soprannome d'infanzia, Beth.

### Carriera
Dopo il matrimonio e il trasferimento con il marito a New York, La Marr trovò lavoro come autrice di sceneggiature. Tornò a Los Angeles nel 1920 per fare il suo debutto nel cinema. Dotata di un fisico da pin-up, compì agevolmente il salto da scrittrice di soggetti e sceneggiature per il cinema ad attrice e negli anni successivi recitò in parecchi film che le dettero la notorietà di una star, fino a farle guadagnare l'appellativo di "The Most Beautiful Girl In The World", la più avvenente ragazza al mondo.
Dal primo grande ruolo a fianco di Douglas Fairbanks in Come presi moglie (1921), apparve in oltre trenta film, scrisse altre sette sceneggiature di successo per la United Artists e la Fox Film Corporation; nel 1921 comparve come Milady de Winter nel film I tre moschettieri al fianco di Douglas Fairbanks; l'anno seguente fu accanto a Ramón Novarro nel film muto Il prigioniero di Zenda (1922), tratto dal romanzo omonimo di Anthony Hope, e recitò con altri partner di grido quali Rodolfo Valentino e Clifton Webb. Danzò anche in commedie musicali per i teatri di Broadway, girando brevi film con numeri di danza fra New York e Chicago.

### Vita privata
La Marr fu sposata cinque volte. Con: Jack Lytell (fra il 1913, quando aveva diciassette anni, al 1914), Lawrence Converse (nel 1914), Phil Ainsworth (dal 1916 al 1918), Ben Deeley (dal 1918 al 1921), l'attore Jack Dougherty (a cui è fu legata dal 1923).
Alcuni anni dopo la sua morte, si seppe che l'attrice ebbe un figlio da un uomo di cui non è mai stato rivelato il nome. Il figlio, chiamato Marvin Carville La Marr, fu adottato alla sua morte dall'attrice ZaSu Pitts e dal marito di costei, il produttore cinematografico Tom Gallery. Al bambino venne cambiato il nome in Don Gallery. Divenuto adulto, fece anch'egli l'attore prima di stabilirsi a Puerto Vallarta, in Messico (fra l'altro gli venne attribuita una liason sentimentale giovanile con Elizabeth Taylor).
La Marr divenne celebre anche per le sue sorprendenti dichiarazioni: disse tra l'altro di essere solo figlia adottiva di Mr. e Mrs. Watson di Yakima, stato di Washington. A seconda dell'umore, usava declinare differenti origini esotiche. Molto realisticamente, gli storici del cinema convengono che fece di tutto per creare e accrescere un alone di fascino intorno alla sua figura.

### Tossicodipendenza
Nella Hollywood degli anni venti i ritmi forsennati degli studios, l'abuso di alcol e la diffusa ricchezza rendevano il campo particolarmente prospero per lo spaccio di stupefacenti. Pare che uno dei più attivi spacciatori della città fosse un attore della troupe di Mack Sennett, detto il conte, che aveva avviato alla droga Wally Reid, Mabel Normand, Juanita Hansen e Alma Rubens. Anche Barbara la Marr fu nel suo giro, e provò ogni tipo di stupefacente conosciuto, prima di iniettarsi una dose fatale di eroina nel 1926. Spesso si era vantata dei suoi ritmi forsennati, come l'abitudine di non dormire mai più di due ore per notte, avendo "di meglio da fare", e di avere amanti "a dozzine, come le rose".
Il suo studio, quando morì, parlò di "una dieta troppo rigorosa".

## Filmografia
Filmografia completa di Barbara La Marr secondo l'IMDb.

### Attrice
- Harriet and the Piper, regia di Bertram Bracken (1920)
- Flame of Youth, regia di Howard M. Mitchell (1920)
- Come presi moglie (The Nut), regia di Theodore Reed (1921)
- Piste disperate (Desperate Trails), regia di Jack Ford (John Ford) (1921)
- I tre moschettieri (The Three Musketeers), regia di Fred Niblo (1921)
- Cinderella of the Hills, regia di Howard M. Mitchell (1921)
- Arabian Love, regia di Jerome Storm (1922)
- Domestic Relations, regia di Chester Withey (1922)
- Il prigioniero di Zenda (The Prisoner of Zenda), regia di Rex Ingram (1922)
- Trifling Women, regia di Rex Ingram (1922)
- Lo sciacallo (Quincy Adams Sawyer), regia di Clarence G. Badger (1922)
- The Hero, regia di Louis J. Gasnier (1923)
- The Brass Bottle, regia di Maurice Tourneur (1923)
- Poor Men's Wives, regia di Louis J. Gasnier (1923)
- Souls for Sale, regia di Rupert Hughes (1923)
- Strangers of the Night, regia di Fred Niblo (1923)
- St. Elmo, regia di Jerome Storm (1923)
- Sotto la raffica (The Eternal Struggle), regia di Reginald Barker (1923)
- The Eternal City, regia di George Fitzmaurice (1923)
- Thy Name Is Woman, regia di Fred Niblo (1924)
- The Shooting of Dan McGrew, regia di Clarence Badger (1924)
- The White Moth, regia di Maurice Tourneur (1924)
- Sandra, regia di Arthur H. Sawyer (1924)
- The Heart of a Siren, regia di Phil Rosen (1925)
- The White Monkey, regia di Phil Rosen (1925)
- The Girl from Montmartre, regia di Alfred E. Green (1926)

### Sceneggiatrice
- The Mother of His Children, regia di Edward LeSaint - (con il nome Barbara La Marr Deely) (storia) (1920)
- Rose of Nome, regia di Edward LeSaint - (storia) (con il nome Barbara La Marr Deely) (1920)
- The Little Grey Mouse, regia di James P. Hogan - (storia) (1920)
- Flame of Youth, regia di Howard M. Mitchell - (storia) (1920)
- The Land of Jazz, regia di Jules Furthman - (con il nome Barbara La Marr Deely) (storia) (1920)
- The White Moth, regia di Maurice Tourneur - (non accreditata) (1924)
- My Husband's Wives, regia di Maurice Elvey - (storia) (1924)

### Film o documentari dove appare Barbara La Marr
- Mary of the Movies, regia di John McDermott - sé stessa (1923)
- Hello, 'Frisco, regia di Slim Summerville - sé stessa (1924)
- The Film Parade, regia di J. Stuart Blackton (1933)
- Movie Memories, regia di (non accreditato) Ralph Staub - sé stessa (filmati di repertorio) (1934)
- Personality Parade documentario, regia di Ralph Staub (1938)
- Hollywood serie tv, regia di Kevin Brownlow e David Gill (1980)